# Janina Leitzig
Janina Leitzig (* 16. April 1999 in Wuppertal) ist eine deutsche Fußballspielerin, die seit 2023 für Leicester City WFC spielt.

## Karriere

### Vereine
Leitzig begann beim Turn- und Sportverein Mingolsheim – aus der gleichnamigen Gemeinde und Ortsteil von Bad Schönborn im Landkreis Karlsruhe – mit dem Fußballspielen, bevor sie 2013 in die Jugendabteilung der TSG 1899 Hoffenheim wechselte. Ab 2015 gehörte sie auch der zweiten Mannschaft an, für die sie 45 Zweitligaspiele bestritt. 
Ihr Pflichtspieldebüt für die Erste Mannschaft bestritt sie im Bundesligaspiel am 3. Juni 2018 (22. Spieltag) beim 4:0-Sieg im Auswärtsspiel gegen Werder Bremen, bis zu ihrem Abgang 2021 bestritt sie insgesamt 25 Bundesligaspiele. Zur Saison 2021/22 wurde sie vom FC Bayern München verpflichtet. Sie kam in der Saison 2021/22 zu 14 Ligaeinsätzen, in der Hinrunde der Saison 2022/23 war sie hinter Maria Luisa Grohs nur noch Ersatztorhüterin.
Anfang des Jahres 2023 wurde sie daher zum englischen Erstligisten Leicester City WFC auf Leihbasis bis zum 30. Juni 2023 abgeben, um ihr Spielpraxis zu ermöglichen. Leitzig kehrte nach Ende der Leihfrist nicht nach München zurück, da sie einen längerfristigen Vertrag bei Leicester City unterzeichnete.

### Nationalmannschaft
Am 21. März 2016 spielte sie in Enzesfeld-Lindabrunn erstmals für eine Nachwuchsnationalmannschaft des DFB. Im Zweitrundenspiel-Qualifikationsspiel für die Europameisterschaft 2016 gewann sie mit der U17-Nationalmannschaft mit 3:0 über die Auswahlmannschaft Russlands. Ihr zweites Länderspiel in dieser Altersklasse hatte sie am 7. Oktober 2016 in Zarqa beim 2:0-Sieg im letzten Spiel der Gruppe B während der vom 30. September bis 21. Oktober in Jordanien ausgetragenen Weltmeisterschaft.
Am 12. und 18. September 2017 bestritt sie zwei Länderspiele für die U19-Nationalmannschaft in der 1. Runde der Qualifikation zur Europameisterschaft 2018, die mit 3:0 gegen die Auswahl des Kosovo und mit 1:0 gegen die Auswahl Islands gewonnen wurden.
Im selben Kalenderjahr debütierte sie auch in der U20-Nationalmannschaft, die am 18. Oktober in Belgrad mit 0:2 gegen die Auswahlmannschaft Serbiens verlor.

## Auszeichnungen
- Spielerin der Saison von Leicester City: 2022/23[4]